# Vélo d'or 2022
Navigation
Édition précédente Édition suivante
Le Vélo d'or 2022 est une récompense attribuée par le magazine Vélo Magazine, récompensant les meilleur(e)s cyclistes de la saison 2022.
C'est la 31e édition du Vélo d'or pour les hommes, et la 1re édition pour les femmes.

## Réglement
En 2022, un jury composé de 29 journalistes internationaux spécialisés dans le cyclisme, élisent les différents Vélo d'or (hommes et femmes). Ils donnent un classement de cinq coureurs choisis dans une liste de finalistes, selon le barème suivant :
| Choix  | Premier | Deuxième | Troisième | Quatrième | Cinquième |
| ------ | ------- | -------- | --------- | --------- | --------- |
| Points | 5       | 4        | 3         | 2         | 1         |

## Vélo d'or hommes
Les douze nommés pour le Vélo d'or hommes sont connus le 29 octobre 2022, et les résultats le 1er décembre 2022.
| Rang | Coureur              | Équipe                      | Nationalité     | Points | %      |
| ---- | -------------------- | --------------------------- | --------------- | ------ | ------ |
| 1    | Remco Evenepoel      | Quick-Step Alpha Vinyl Team | Belgique        | 139    | 31,95% |
| 2    | Wout van Aert        | Jumbo - Visma               | Belgique        | 88     | 20,23% |
| 3    | Tadej Pogačar        | UAE Team Emirates           | Slovénie        | 84     | 19,31% |
| 4    | Jonas Vingegaard     | Jumbo - Visma               | Danemark        | 80     | 18,39% |
| 5    | Filippo Ganna        | INEOS Grenadiers            | Italie          | 15     | 3,45%  |
| 6    | Fabio Jakobsen       | Quick-Step Alpha Vinyl Team | Pays-Bas        | 7      | 1,61%  |
| 6    | Mathieu van der Poel | Alpecin-Fenix               | Pays-Bas        | 7      | 1,61%  |
| 6    | Harrie Lavreysen     | Équipe nationale de piste   | Pays-Bas        | 7      | 1,61%  |
| 9    | Jai Hindley          | BORA - hansgrohe            | Australie       | 6      | 1,38%  |
| 10   | Primož Roglič        | Jumbo - Visma               | Slovénie        | 1      | 0,23%  |
| 10   | Geraint Thomas       | INEOS Grenadiers            | Grande-Bretagne | 1      | 0,23%  |
| 12   | Dylan van Baarle     | INEOS Grenadiers            | Pays-Bas        | 0      | 0,00%  |

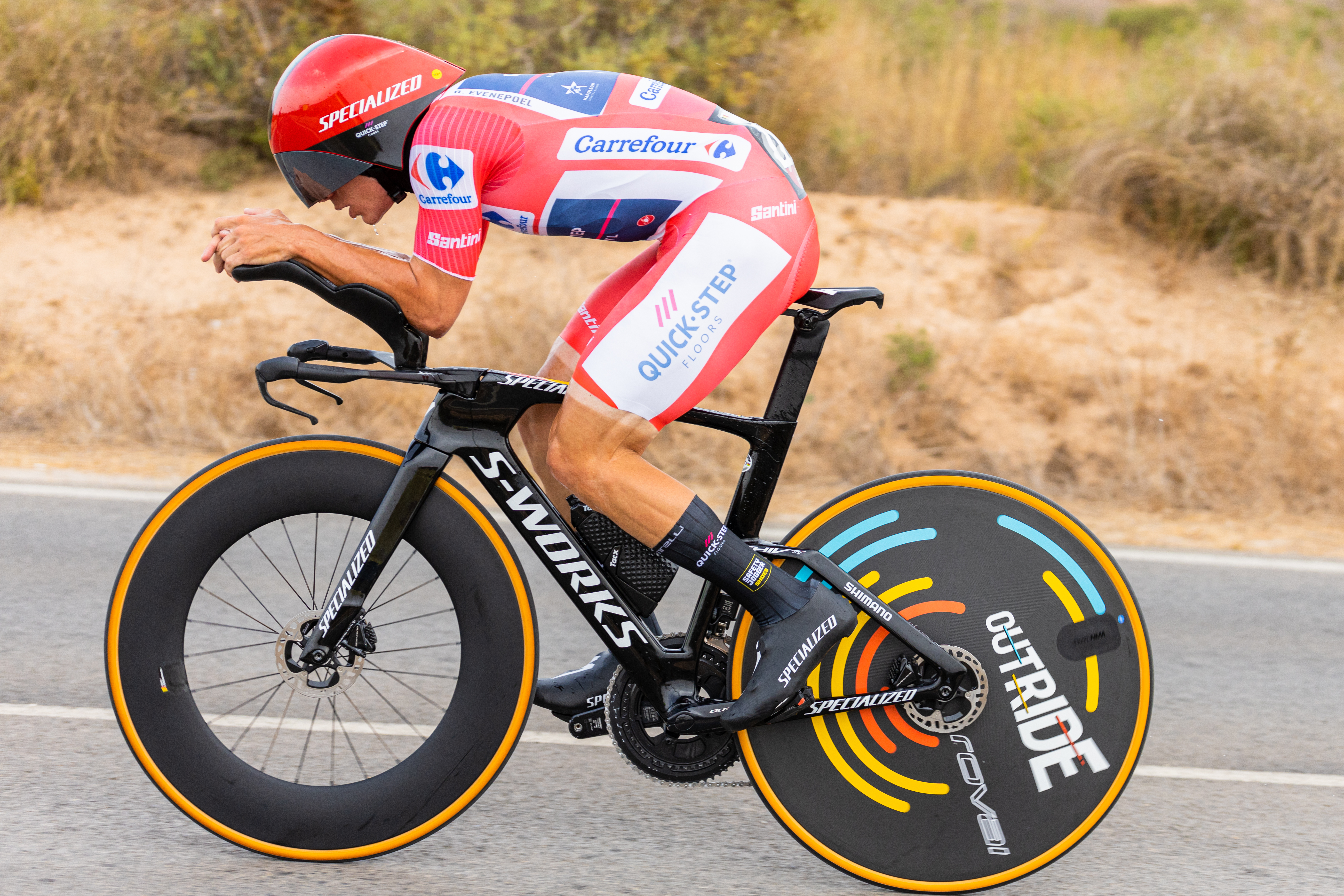
Remco Evenepoel
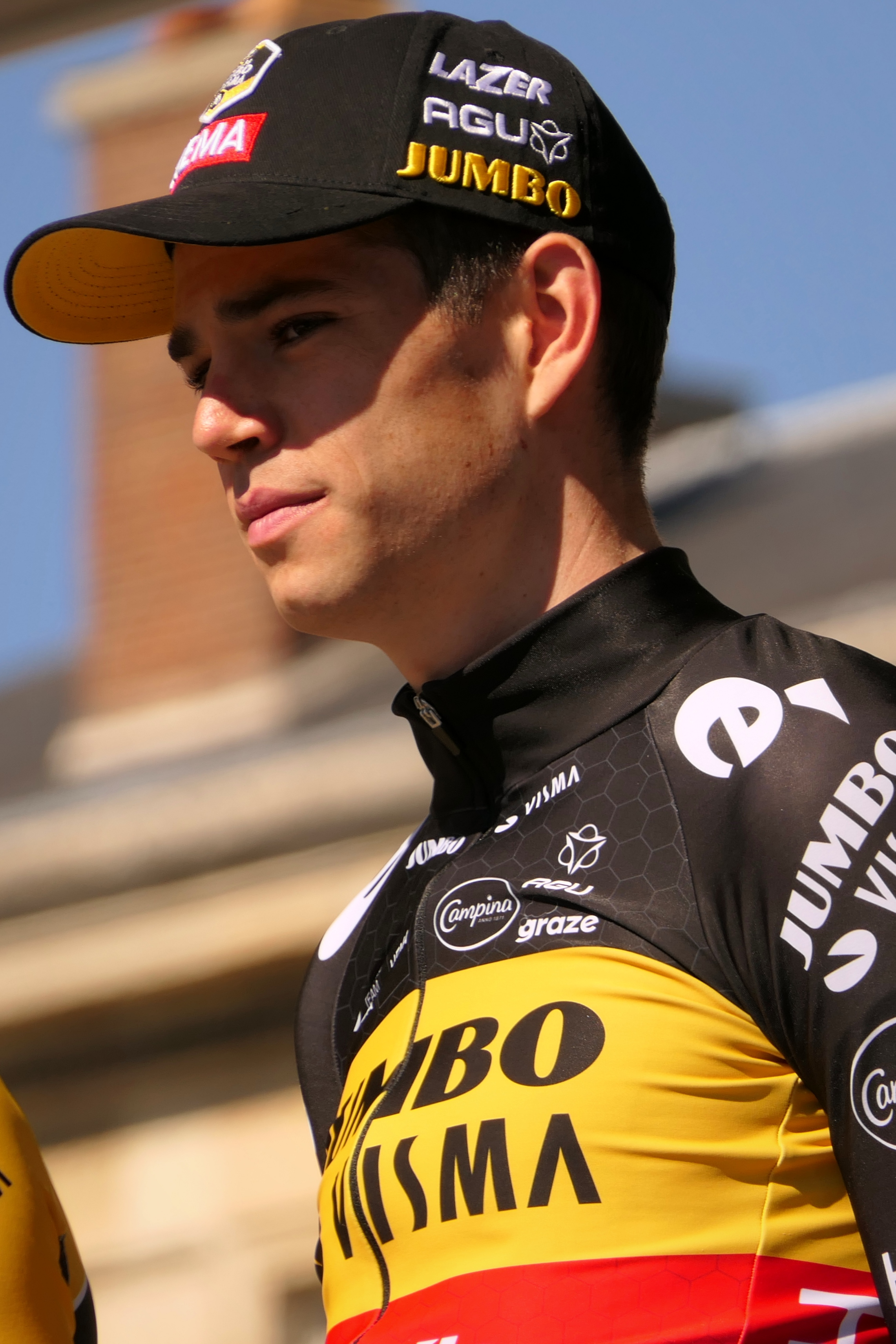
Wout van Aert
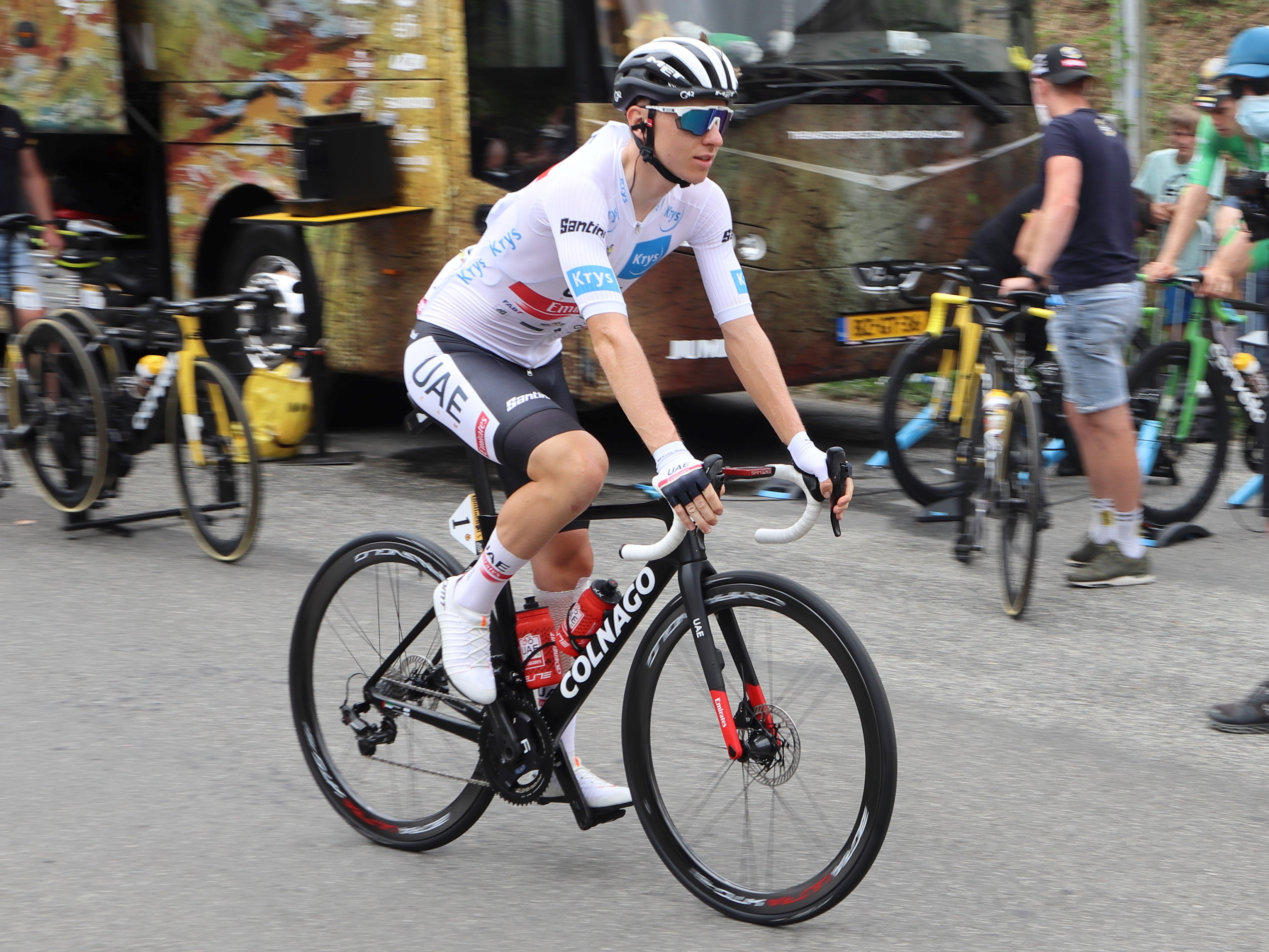
Tadej Pogačar

## Vélo d'or femmes
Les quatorze nommées pour le Vélo d'or femmes sont connues le 29 octobre 2022, et les résultats le 1 décembre 2022.
| Rang | Coureur                | Équipe                             | Nationalité | Points | %      |
| ---- | ---------------------- | ---------------------------------- | ----------- | ------ | ------ |
| 1    | Annemiek van Vleuten   | Movistar Team                      | Pays-Bas    | 145    | 33,33% |
| 2    | Lotte Kopecky          | Team SD Worx                       | Belgique    | 69     | 15,86% |
| 3    | Pauline Ferrand-Prévot | BMC                                | France      | 48     | 11,03% |
| 3    | Elisa Longo Borghini   | Trek - Segafredo                   | Italie      | 48     | 11,03% |
| 5    | Lorena Wiebes          | Team DSM                           | Pays-Bas    | 40     | 9,20%  |
| 6    | Marianne Vos           | Team Jumbo-Visma                   | Pays-Bas    | 27     | 6,21%  |
| 7    | Marta Cavalli          | FDJ Nouvelle Aquitaine Futuroscope | Italie      | 22     | 5,06%  |
| 8    | Demi Vollering         | Team SD Worx                       | Pays-Bas    | 21     | 4,83%  |
| 9    | Elisa Balsamo          | Trek - Segafredo                   | Italie      | 7      | 1,61%  |
| 9    | Cecilie Uttrup Ludwig  | FDJ Nouvelle Aquitaine Futuroscope | Danemark    | 7      | 1,61%  |
| 11   | Silvia Persico         | Valcar - Travel & Service          | Italie      | 1      | 0,23%  |
| 12   | Juliette Labous        | Team DSM                           | France      | 0      | 0,00%  |
| 12   | Audrey Cordon-Ragot    | Trek - Segafredo                   | France      | 0      | 0,00%  |
| 12   | Mathilde Gros          | Équipe nationale de piste          | France      | 0      | 0,00%  |

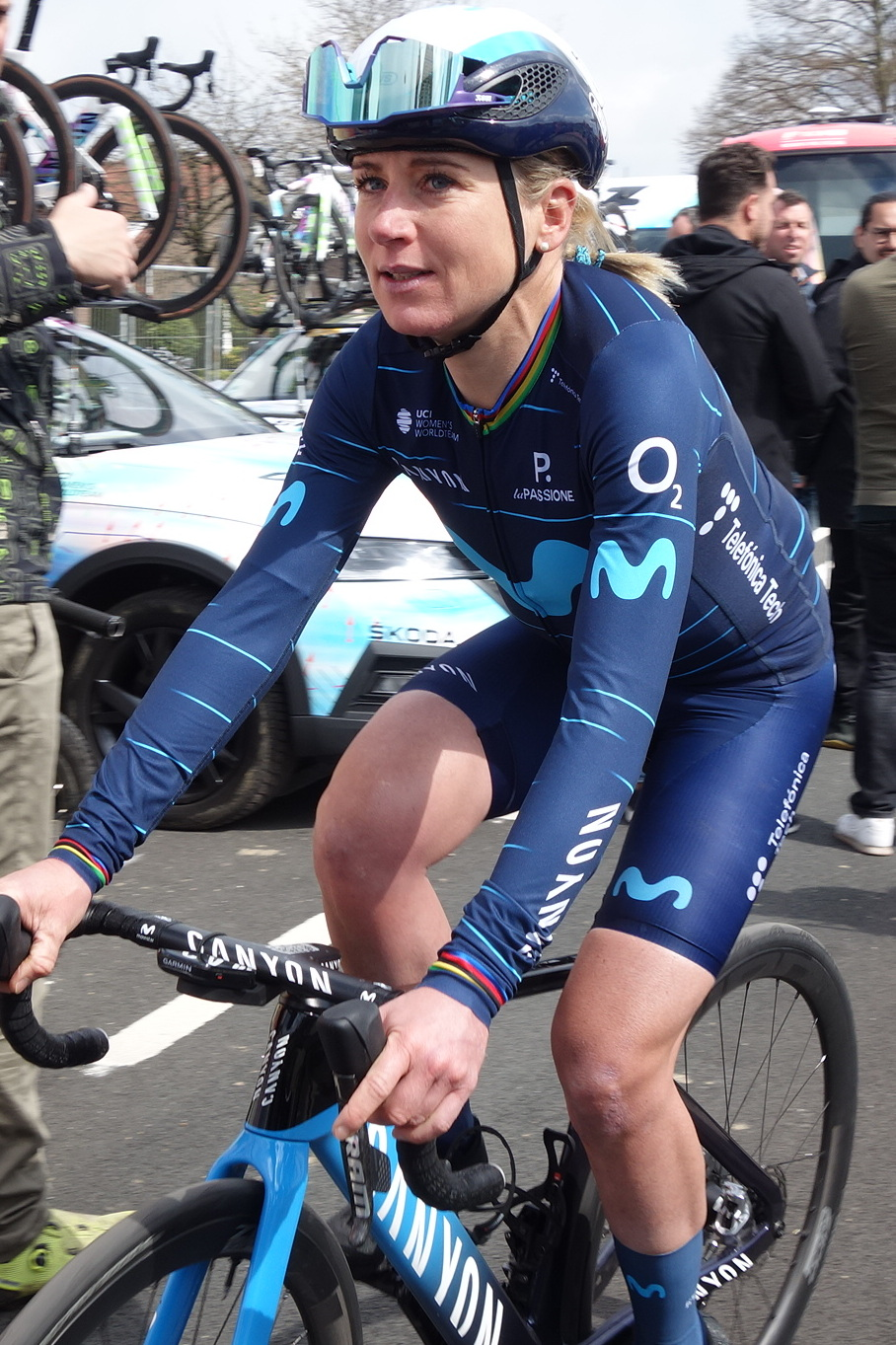
Annemiek van Vleuten
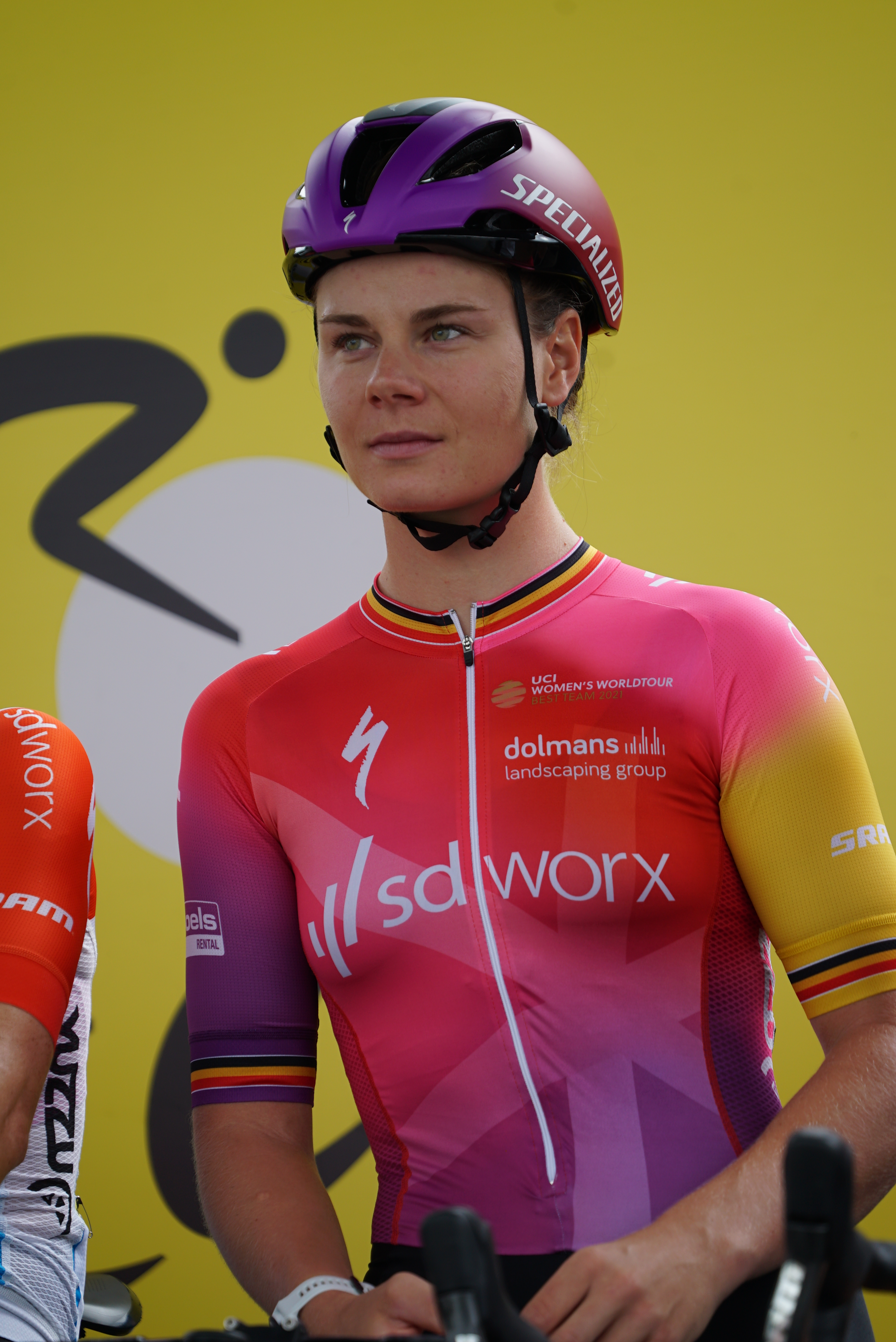
Lotte Kopecky
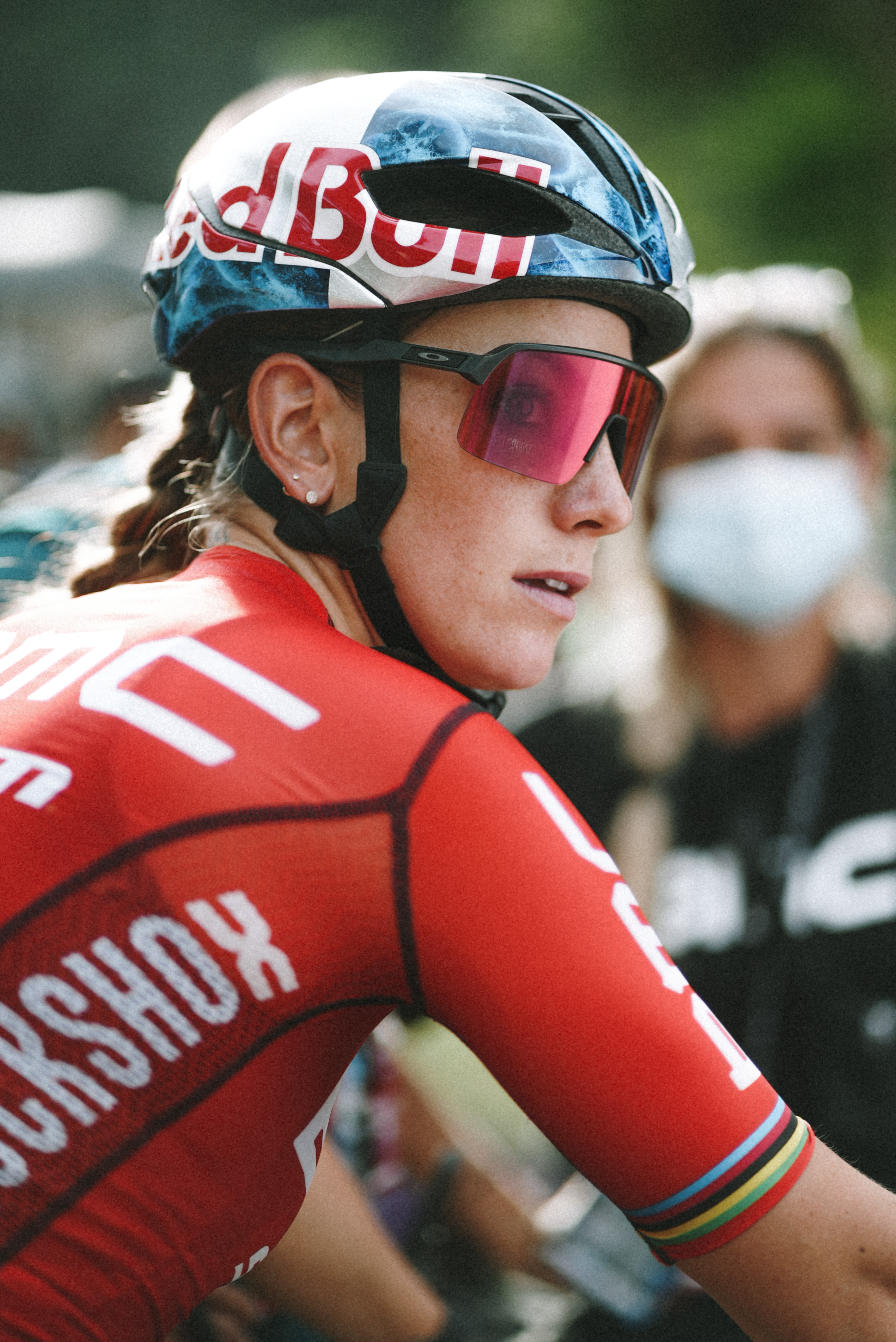
Pauline Ferrand-Prévot
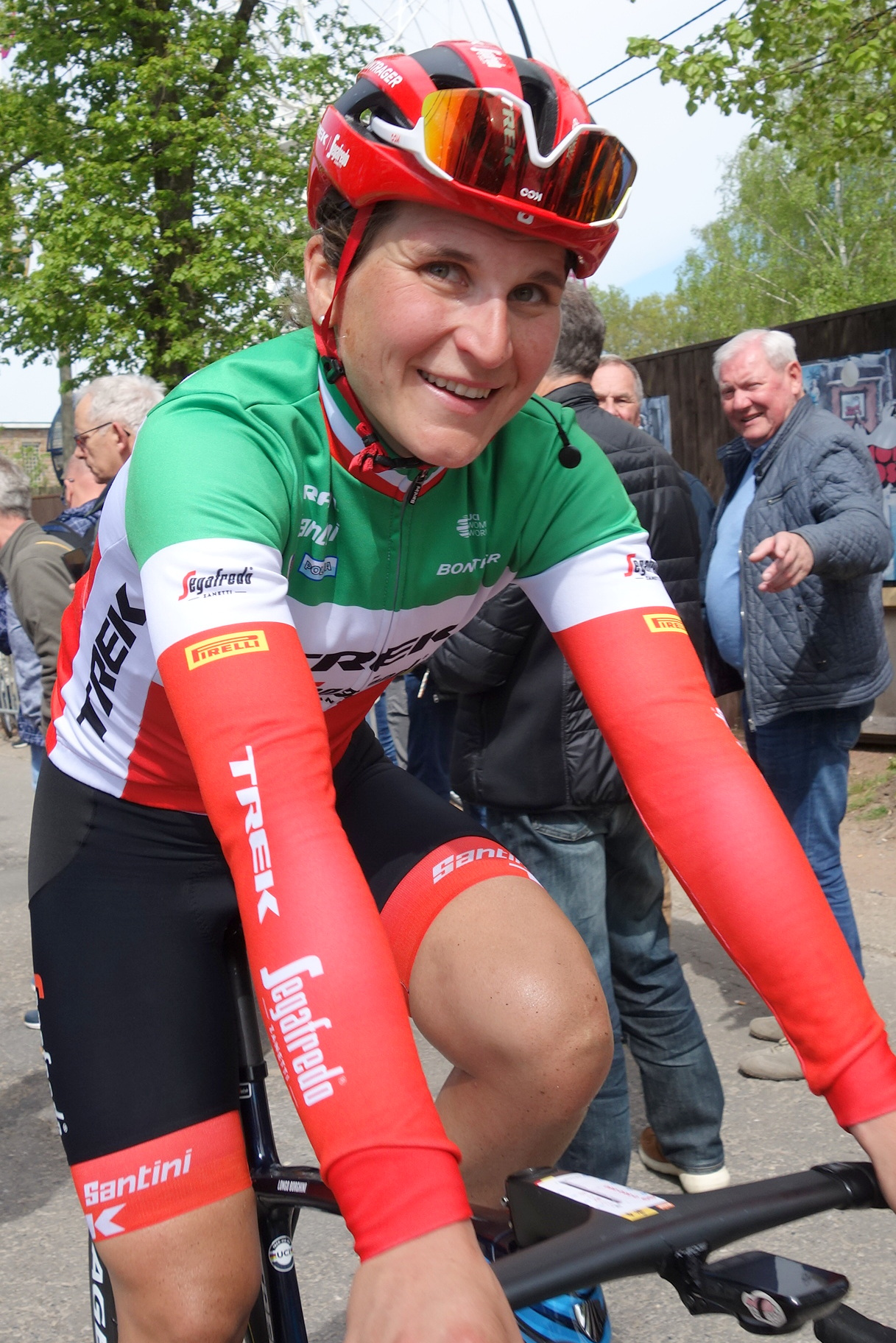
Elisa Longo Borghini